# Serie B (pallanuoto femminile)
La Serie B è la terza divisione del campionato italiano femminile di pallanuoto, organizzato dalla Federazione Italiana Nuoto (FIN), e la prima divisione a livello regionale.

## Formula
La serie B è la terza divisione del campionato italiano. Al torneo partecipano un numero variabile di squadre, il che è dovuto al fatto che la partecipazione è consentita a tutte le società pallanuotistiche. La suddivisione delle squadre avviene in gironi regionali composti da almeno quattro squadre. Se il numero minimo non viene raggiunto la sezione pallanuotistica della FIN, insieme ai Comitati Regionali, concordano la composizione di gironi interregionali. Al termine della stagione quattro squadre vengono promosse in Serie A2. 

## Organico 2023-2024

### Girone 1 - C.R. Lombardia
- Bogliasco
- Pallanuoto Busto
- Canottieri Milano
- Milan Watersports Academy
- Pallanuoto Lecco
- Project Sport
- Camogli
- Imperia
- Sori Pool Beach

### Girone 2 - C.R.Veneto
- Fondazione Bentegodi
- Mestrina Nuoto
- Padova Nuoto
- Pallanuoto Trieste

### Girone 3 - C.R. Toscana
- Azzurra Nuoto Prato
- Certaldo Nuoto
- Esseci Nuoto
- Firenze
- Libertas Perugia
- Pallanuoto Tolentino
- Team Marche Pallanuoto

### Girone 4 - C.R. Lazio
- Aquademia
- Castelli Romani
- C.C. Lazio Waterpolo
- Circolo Villano San Prisco
- Italica
- Olgiata 20.12
- Promogest
- Roma Vis Nova

### Girone 5 - C.R. Sicilia
- Ekipe Orizzonte
- Catania